# KmGオートアシスト
株式会社kmGオートアシスト（かぶしきがいしゃケイエムジーオートアシスト）は、国際自動車グループの自動車整備業者である。
業務提携会社を含むグループに属するハイヤー・タクシーおよびバス車両の車検や定期点検、日常の整備業務を主に担当しているほか、LPG自動車用オートガス（LPG）スタンドを運営している。2022年（令和4年）10月11日には業務提携会社より整備事業を取得した。

## 事業概要
- 自動車の整備加工
- 自動車及び自動車用品の売買
- LPG・ガソリン等の石油製品類の売買
- 衛生用品の製造販売
- 損害保険代理業務および生命保険の募集に関する業務
- 自動車損害賠償法に基づく損害保険代理業務

その他

### 主要な製品・サービス
製品
- kmハセッパー水（次亜塩素酸ナトリウム・希塩酸・水を希釈混合した除菌水）
- ミラクルガードL（飛沫遮断型の防犯板）
- ミラクルミラー（トヨタ・ジャパンタクシー用大型フェンダーミラー）

サービス
- ミラクルきらきら（トヨタ・ジャパンタクシー用ホイールキャップの再生サービス）

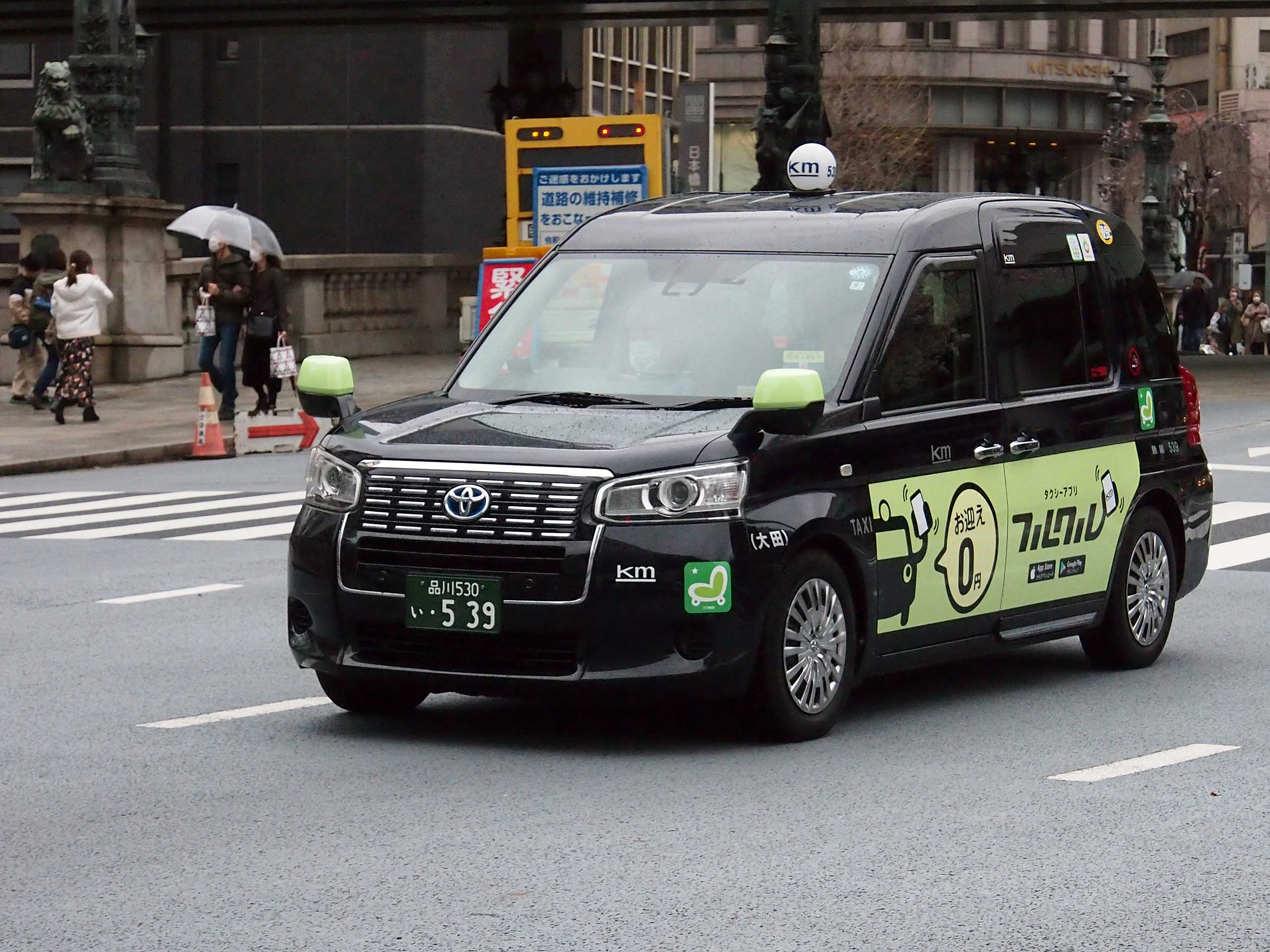
「ミラクルガードL」および「ミラクルミラー」を装着したkmグループ車両。kmグループ所属車両向けはミラーカバー上部を萌黄色に塗装。ただし、角度によっては実空車表示器（スーパーサイン）がミラーの影に隠れてしまう。

## 沿革
- 2020年（令和2年）10月1日 - 設立[3]。
- 2021年（令和3年）
  - 2月1日 - テクノモータース[注釈 2]を合併[4]。
  - 4月30日 - 飛沫遮断型の防犯板「ミラクルガードL」を発売[5]。
  - 5月13日 - 台東工場にタクシーメーター検査場を開設[注釈 3][6]。
  - 7月1日 - ケイエムリーシングを合併し保険代理店事業を取得[注釈 4][8]。
- 2022年（令和4年）
  - 5月26日 - kmグループ各社所属車両においてジャパンタクシー専用の大型フェンダーミラー「ミラクルミラー」の実証実験開始[9]。
  - 10月1日 - 東京オートガス（岩谷産業グループ、エネライフ傘下）から浅草・豊玉の各オートガススタンドを譲受[1]。
  - 10月11日 - 国際自動車の業務提携会社である江戸川総業（生沼グループ）から整備事業を譲受[2]。
- 2023年（令和5年）
  - 3月23日 - ジャパンタクシー専用の大型フェンダーミラー「ミラクルミラー」の一般販売を開始[10]。
  - 6月14日 - ジャパンタクシー用ホイールキャップの再生サービス「ミラクルきらきら」を開始[11]。

## 拠点

### 事務所
- 管理課 - 東京都港区赤坂2-8-6　km赤坂ビル 2F
- 物販 - 東京都港区赤坂2-8-3　km赤坂ビル ANNEX II 2F
- ラッピング - 東京都江東区東雲2-6-1 5F
- 保険サービス - 東京都港区赤坂2-8-6　km赤坂ビル 4F

### 整備工場
- 東雲工場（指定工場）- 東京都江東区東雲2-6-1 1F　国際自動車（T1）東雲営業所内
- 羽田工場（指定工場）- 東京都大田区平和島5-8-3　国際自動車（T1）羽田営業所内
- 台東工場（指定工場・タクシーメーター検査場併設）- 東京都台東区橋場2-20-13　国際自動車（T1）台東営業所内
- 板橋工場（指定工場）- 東京都板橋区坂下1-22-10　国際自動車（T2）板橋営業所内
- 三鷹工場（指定工場）- 東京都三鷹市新川6-33-6　国際自動車（T2）三鷹営業所内
- 世田谷工場（指定工場）- 東京都世田谷区桜新町2-22-12
- 大森工場（指定工場）- 東京都大田区大森南4-5-1　kmモビリティサービス大森営業所内
- 品川工場（認証工場）- 東京都品川区西品川1-8-2 1F　国際ハイヤー本社営業所内
- 横浜工場（認証工場）- 神奈川県横浜市南区六ッ川3-13-6　国際自動車（横浜）本社営業所内
- 江戸川工場（認証工場）- 東京都江戸川区東小松川4-54-17　江戸川総業本社営業所内

### オートガススタンド
- 世田谷LPGスタンド - 東京都世田谷区桜新町2-12-10　国際自動車（T2）世田谷営業所内
- 羽田LPGスタンド - 東京都大田区平和島5-8-3　国際自動車（T1）羽田営業所内
- 浅草LPGスタンド - 東京都台東区橋場2-20-14　国際自動車（T1）台東営業所隣接
- 豊玉LPGスタンド - 東京都練馬区豊玉北1-14-5